# Ryo Shinzato
Ryo Shinzato (født 19. maj 1990) er en japansk fodboldspiller, som spiller for den japanske fodboldklub Júbilo Iwata.